# Stazione di Tirso
La stazione di Tirso è una stazione ferroviaria dell'ARST sita nel territorio comunale di Illorai, lungo la ferrovia Macomer-Nuoro. Benché situata in aperta campagna e lontana da insediamenti abitati, la stazione rivestì in passato un importante ruolo nella rete secondaria sarda, essendo uno scalo di diramazione con la dismessa linea che dall'impianto portava a Chilivani.

## Storia

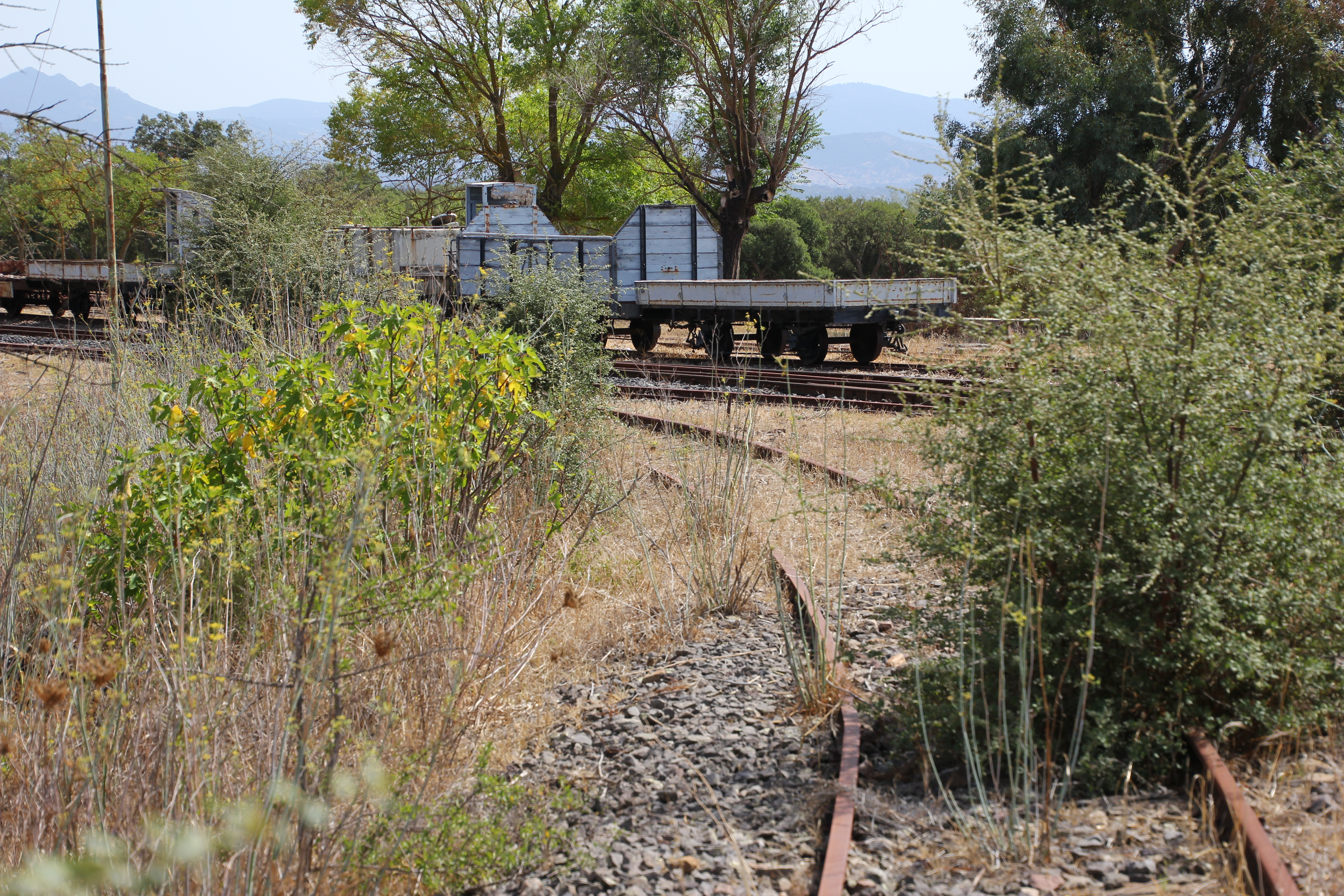
Tratto di binario superstite della dismessa linea per Chilivani in uscita dall'impianto

L'origine di questa isolata stazione sita nelle campagne a sud di Illorai risale agli ultimi anni dell'Ottocento, periodo in cui nacquero le prime linee a scartamento ridotto per il trasporto pubblico in Sardegna. Una di queste, la Macomer-Nuoro, fu tra le prime a essere realizzate: il primo troncone, dalla stazione di Macomer allo scalo di Tirso (nome scelto a causa della relativa vicinanza con il corso del fiume Tirso e con l'omonima cantoniera stradale), fu inaugurato insieme all'impianto il 26 dicembre 1888. La linea fu poi completata nelle settimane successive proseguendo dalla stazione verso est e raggiungendo Nuoro nel febbraio 1889, tuttavia la necessità di realizzare una stazione in quest'area era ricollegata al progetto di una seconda ferrovia che dallo scalo di Tirso si sarebbe snodata per il Goceano, per poi terminare a Chilivani, sede di un'importante stazione di diramazione della Dorsale Sarda delle allora Ferrovie Reali. La realizzazione della Tirso-Chilivani fu completata nel 1893, e da allora la stazione divenne uno strategico crocevia del sistema ferroviario della Sardegna centro-settentrionale. Passata alla gestione delle Ferrovie Complementari della Sardegna nel 1921, la stazione fu ristrutturata negli anni trenta del Novecento, in particolare per quanto concerne il fabbricato viaggiatori.

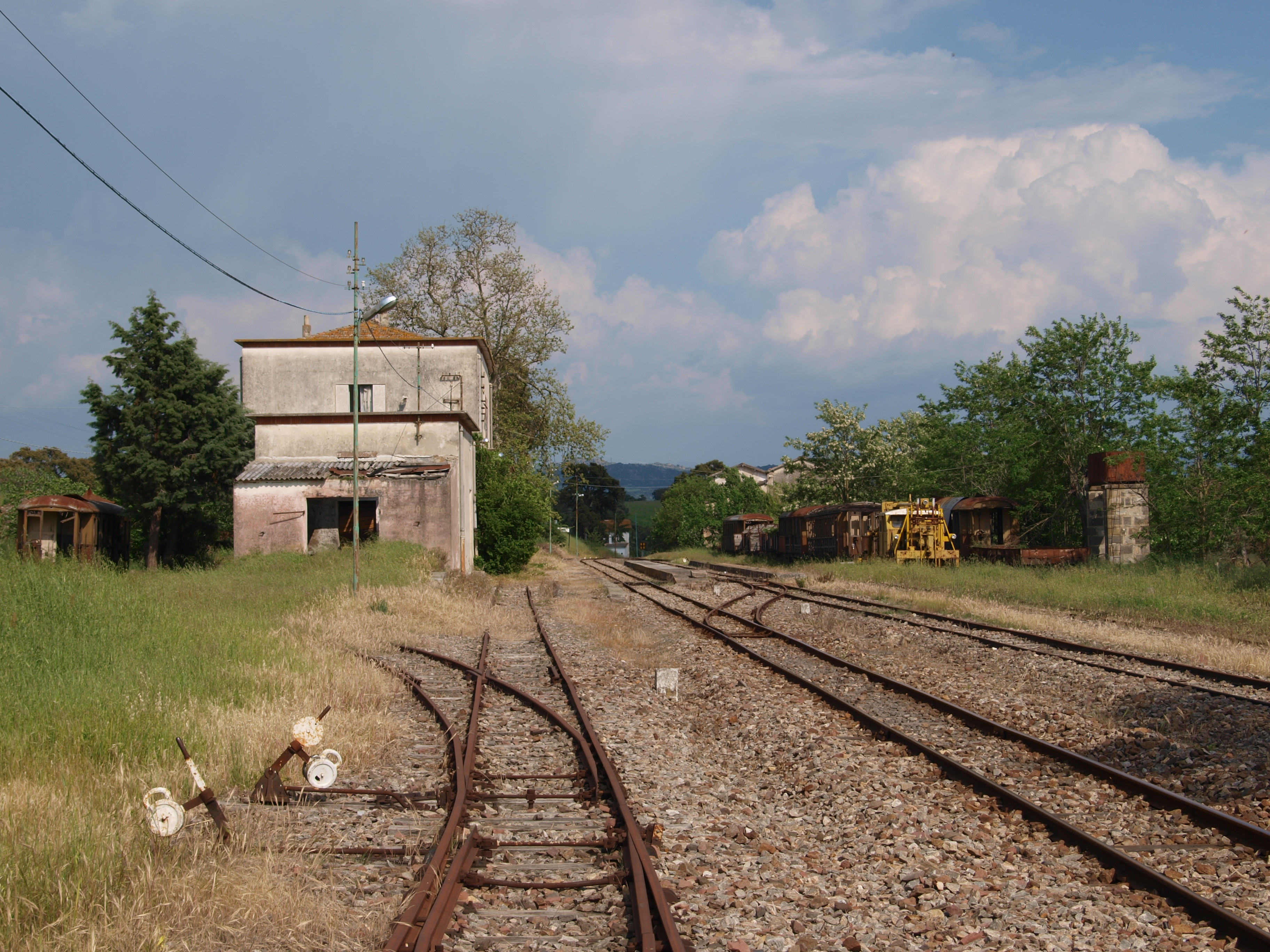
La stazione nel 2009, con all'estrema destra i resti di vari rotabili dismessi accantonati all'epoca nell'impianto

Nel dopoguerra lo scalo continuò la sua funzione di stazione di diramazione sino al 31 dicembre 1969, data di cessazione del servizio ferroviario lungo la linea per Chilivani, sostituito da autocorse (sebbene non più transitanti per la stazione). Da allora l'impianto ha continuato a servire la sola linea per Macomer e Nuoro, passando negli anni sotto varie gestioni (nel 1989 alle Ferrovie della Sardegna, divenute l'ARST Gestione FdS nel 2008, e infine passando sotto il diretto controllo dell'ARST nel 2010) e venendo declassata alla fine degli anni novanta. Col passare degli anni i binari della struttura sono stati utilizzati anche per accantonare materiale rotabile d'epoca, presente sia nel fascio binari dinanzi al fabbricato viaggiatori che nel binario della ex linea per Chilivani, rimasto a lungo armato nelle sue prime centinaia di metri. Nel 2012 l'ARST ha dato il via al recupero di parte del materiale rotabile che giaceva nell'impianto, in particolare per quanto riguarda gli esemplari delle automotrici Emmine e ALn 40, destinati allo scalo di Monserrato per un eventuale restauro.

## Strutture e impianti

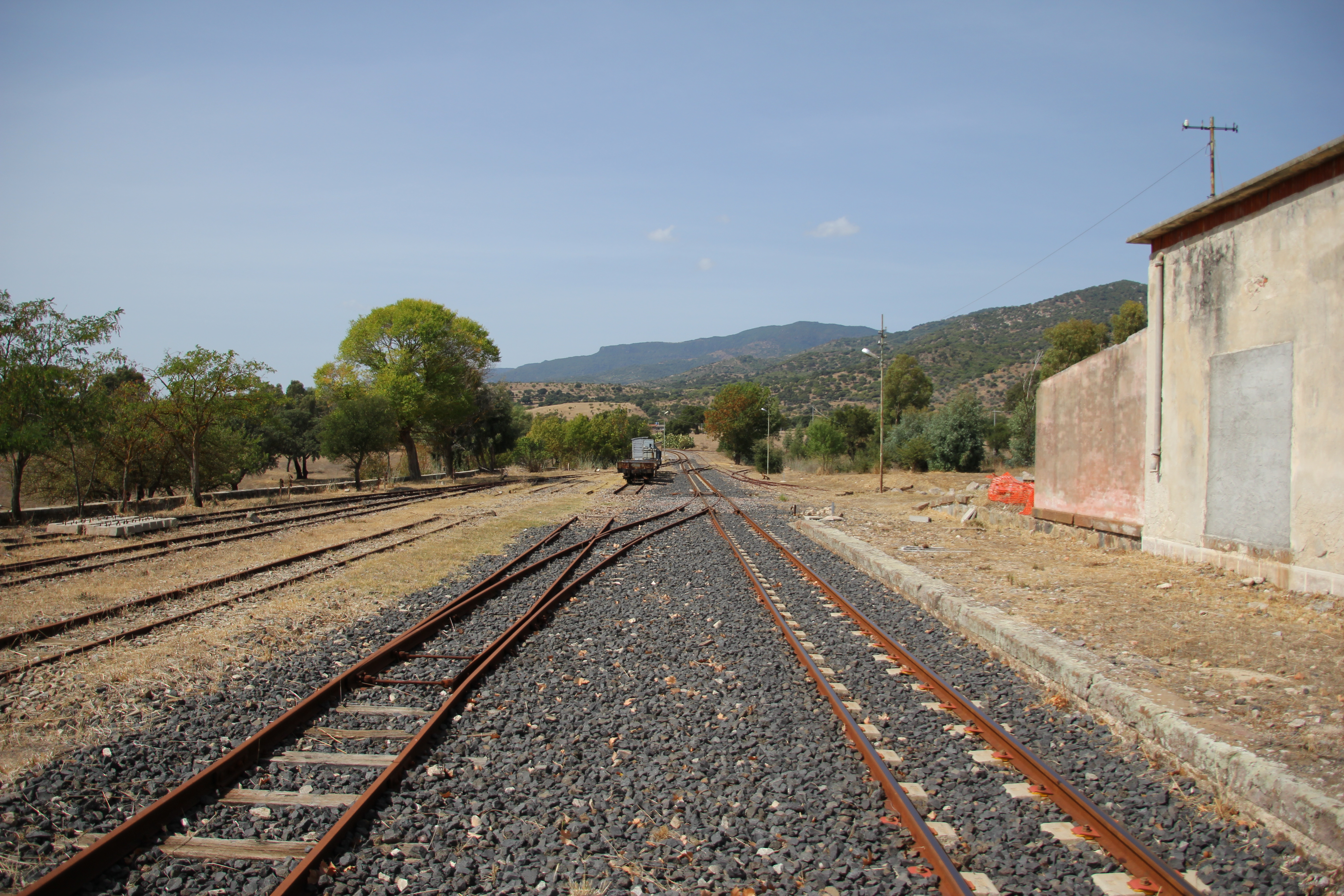
Il fascio binari visto in direzione Macomer, con il binario di corsa (con traverse in cemento) all'estrema destra

La stazione di Tirso è posta a circa quattro chilometri a sud dell'abitato di Illorai e presenta caratteristiche di scalo passante, pur venendo realizzata come impianto di diramazione. Dinanzi al fabbricato viaggiatori sono posti cinque binari che costituiscono il fascio principale dello scalo: i primi due sono utilizzati per il normale traffico ferroviario e dotati ognuno di una propria banchina, sebbene di norma solo il primo binario sia impiegato per il servizio viaggiatori. Il binario due, passante, è inoltre interrotto poco oltre lo scambio di immissione sul tracciato in direzione Macomer, un tronchino è presente all'altra estremità originaria del binario diramandosi da un'ulteriore comunicazione col binario uno.
Situazione simile per il binario tre, dotato di banchina ed utilizzato in passato per il servizio viaggiatori, che è diviso in due tronchini stante la rimozione di parte delle rotaie. A sud di esso si trovano due ulteriori binari, nati come tronchini che in passato servivano la ex rimessa locomotive e altri locali di servizio presenti nell'area e che per decenni furono impiegati per ospitare materiale rotabile accantonato nel secondo dopoguerra. A fianco al binario cinque è presente inoltre un serbatoio d'acqua utilizzato in passato per il rabbocco delle locomotive a vapore.

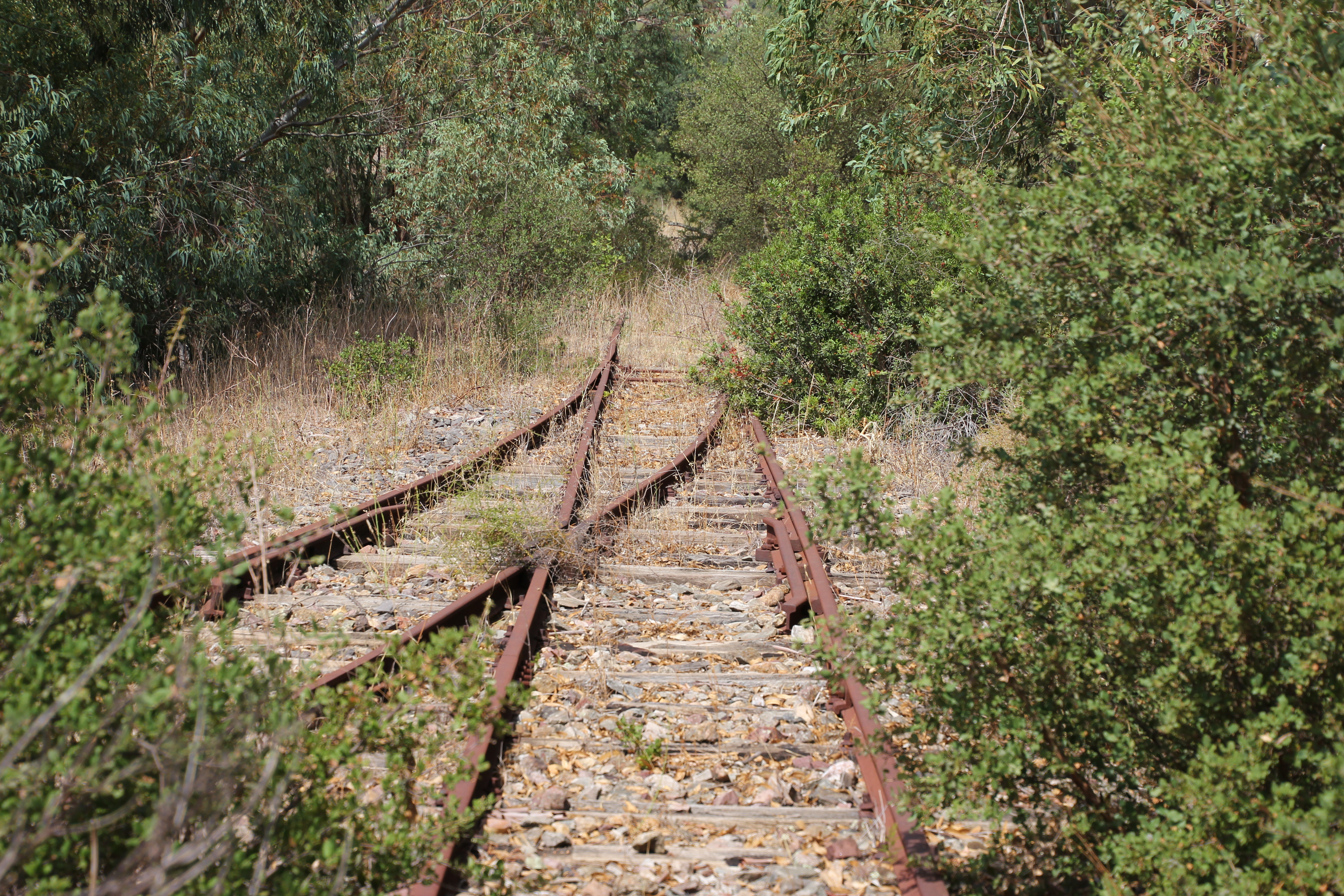
Lo spezzone iniziale del binario per Chilivani, rimasto in posa dopo la chiusura della linea

Un sesto binario dell'impianto terminava in origine tronco dinanzi all'ex magazzino merci dell'impianto e al suo piano caricatore, in disuso dopo la cessazione del servizio merci durante la gestione FdS: dopo i lavori di sostituzione dell'armamento sulla Macomer-Nuoro tra il 2010 ed il 2012 l'estremità del tronchino è stata arretrata poco oltre lo scambio che immetteva sulla ferrovia per Chilivani per i treni provenienti dall'impianto: poco oltre questo deviatoio è posto quello che permetteva l'ingresso o l'uscita dalla ex ferrovia per il Goceano per i treni da e per Macomer, che potevano in questo modo evitare l'ingresso nello scalo. Le due bretelle di ingresso per la ex ferrovia per Chilivani (rimasta armata nel primo centinaio di metri in uscita dall'impianto) insieme all'ex tronchino merci costituiscono inoltre i tre lati del triangolo di regresso dell'impianto.
Sempre dall'ex tronchino merci si diramava sino al 2010 un binario che aveva la particolarità di aggirare il fabbricato viaggiatori sul lato opposto a quello del piazzale ferroviario, permettendo in passato le comunicazioni tra la Tirso-Chilivani e il troncone della Macomer-Nuoro verso il capoluogo barbaricino: di tale binario permane un breve spessone terminante poco oltre lo scambio di accesso allo stesso.

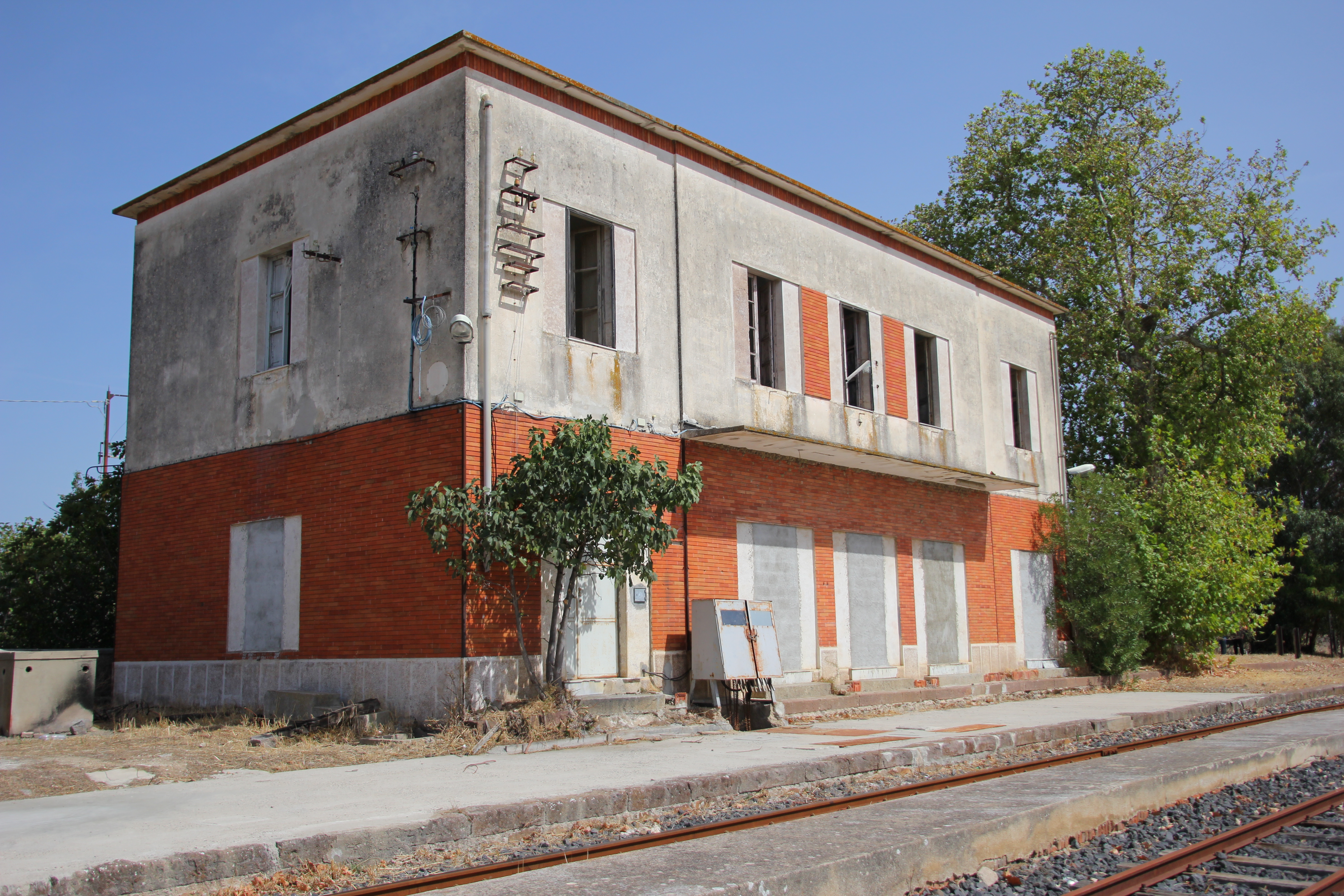
Il fabbricato viaggiatori, in disuso dalla fine degli anni novanta

La stazione di Tirso è dotata di un fabbricato viaggiatori a pianta rettangolare, esteso su due piani (più tetto a falde), con linee architettoniche degli anni trenta del Novecento, periodo in cui fu ristrutturato. Caratterizzato dalla presenza di 5 luci sul lato binari e da una su quelli minori, è decorato nel piano terra con dei mattoni rossi a vista per l'intero perimetro. Il fabbricato è stato chiuso nel 1998, e giace in stato di abbandono; in seguito a varie incursioni vandaliche gli ingressi sono stati successivamente murati. Affiancato al fabbricato viaggiatori nel lato ovest si trova il vecchio magazzino merci, mentre all'altro lato è presente il locale dei servizi igienici, in atto non utilizzabili.
Data la lontananza della stazione da nuclei abitati erano presenti nell'area degli alloggi per il personale di stanza nell'impianto, oltre ad edifici per fornire ad essi e alle loro famiglie alcuni servizi, come le scuole elementari e una piccola chiesa, di cui permangono i resti. Dagli anni novanta tuttavia la stazione è impresenziata.

## Servizi
Stante l'impresenziamento dell'impianto non sono più presenti servizi all'utenza: in passato la stazione ospitava una biglietteria e una sala d'attesa, inoltre nei primi anni di attività era presente un bettolino.

## Movimento

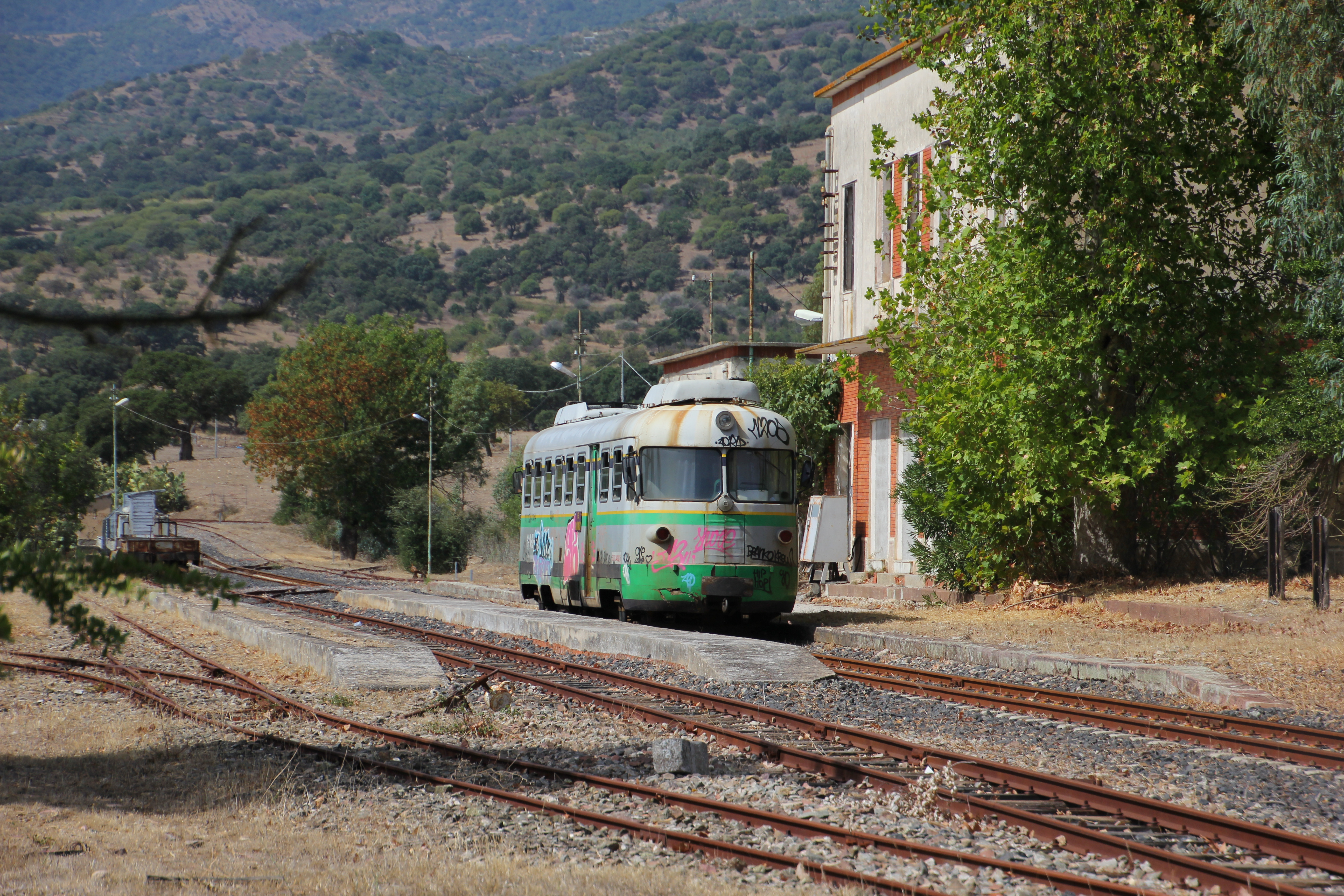
ADe dell'ARST diretta a Macomer in sosta nello scalo

Dal 1970 la stazione di Tirso è attiva per i collegamenti espletati lungo la sola linea Macomer-Nuoro. L'impianto è quindi impiegato come fermata delle relazioni dell'ARST espletate principalmente verso i due centri capolinea. Le relazioni sono attive nei soli giorni feriali, mentre nelle domeniche e nei festivi la stazione è priva di traffico.